# Der wahre Jakob (film 1931)
Der wahre Jakob è un film del 1931 diretto da Hans Steinhoff.

## Produzione
Il film fu prodotto dalla Lothar Stark-Film con il titolo di lavorazione Das Mädel vom Varieté.

## Distribuzione
Distribuito dalla Messtro-Film Verleih GmbH, il film ottenne il 18 marzo 1931 il visto di censura O.02030.
Negli Stati Uniti, la Transatlantic lo distribuì il 6 agosto 1931 con il titolo True Jacob.